# Барильяс Берсиан, Мануэль
Мануэль Лисандро Барильяс Берсиан (исп. Manuel Lisandro Barillas; 17 января 1845 — 15 марта 1907) — гватемальский генерал, президент страны с апреля 1885 года до марта 1892 года.

## Биография
Стал временным президентом Гватемалы после смерти президента Хусто Барриоса в битве под Чальчуапа в Сальвадоре.
16 марта 1886 года, по результатам выборов, Барильяс был провозглашен президентом страны. Следующие выборы (1892) он проиграл Хосе Рейна Барриосу.
Барильяс остался в Гватемале, где занимался земельными делами в течение президентства своего преемника. Однако после убийства Рейны был вынужден оставить Гватемалу и уехать в Мексику, так как новый президент Мануэль Эстрада Кабрера был его личным врагом. В Мексике Барильяс участвовал в нескольких заговорах, направленных на устранение правительства Кабреры.
Был убит в Мехико 1907 году (вероятно, по приказу президента Мануэля Кабреры).